# Commelina communis
El canutillo de Cuba o asango del Japón (Commelina communis) es una especie de planta con flor de la familia Commelinaceae. En China, la planta es conocida como yazhicao (chino simplificado: 鸭跖草; tradicional chino: 鸭跖草; pinyin: yāzhīcǎo), mientras que en Japón es conocido como tsuyukusa (露 草,) que significa "rocío de la hierba". También ha sido introducida en partes del centro y sureste de Europa y gran parte del este de América del Norte, donde se ha propagado y convertido en una maleza nociva. Es común en sitios perturbados y en la tierra húmeda. Las flores surgen a partir del verano a través de otoño y tienen dos pétalos azules relativamente grandes y un pétalo blanco muy reducido.

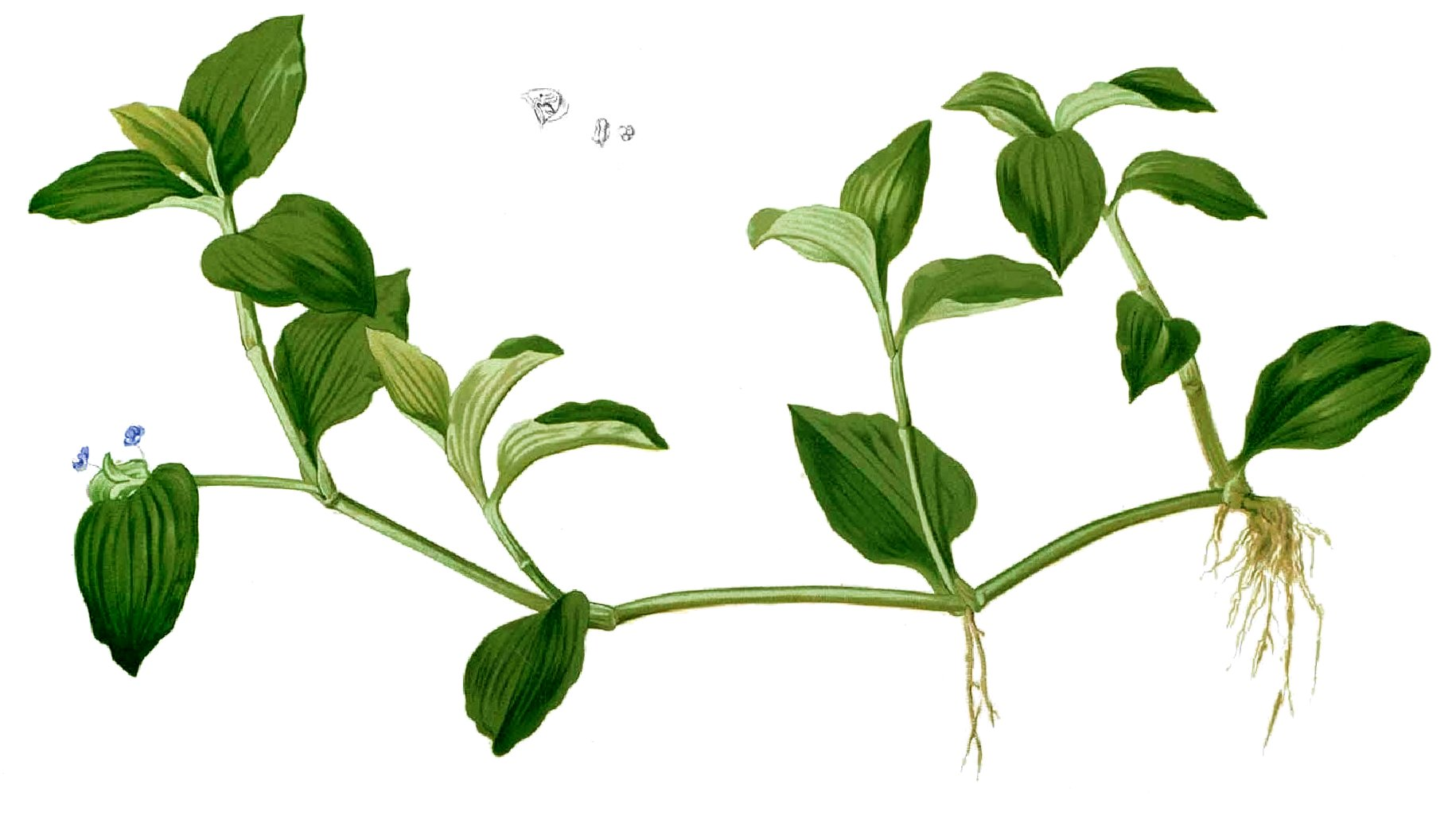
Ilustración

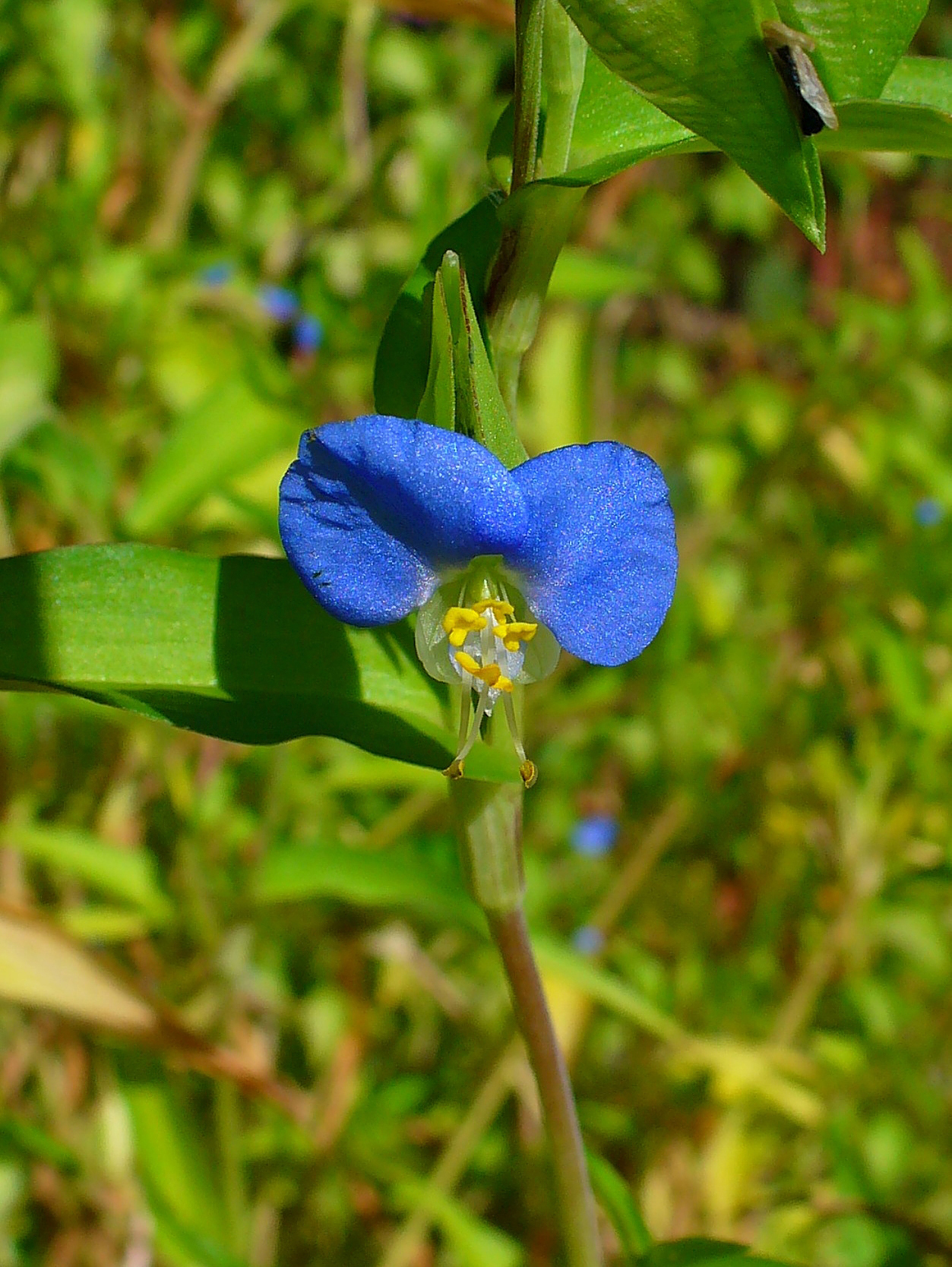
Vista de la planta

## Distribución geográfica
Aunque no es nativa de EE. UU., se encuentran en todo el país, en Arizona, California, Colorado, Idaho, Montana, Nuevo México, Nevada, Utah y Wyoming. No crece en Alaska o Hawái. También se encuentra en Argentina. También ha sido introducida a una gran parte de Europa. En Caracas, Venezuela ha sido observada al pie de la montaña "Cerro el Ávila" o "Waraira Repano" a aproximadamente 1000 metros sobre el nivel del mar.Se la considera una especie invasora.

## Descripción
La flor tiene dos pétalos grandes, un pétalo blanco más pequeño, numerosos estigmas amarillos y un estambre blanco. Son muy atractivas para la abejas que realizan la polinización. Las hojas son simples, brillantes y lanceoladas que se confunden con el césped.

## Propiedades
En China se utiliza como una hierba medicinal como febrífuga, antipirética, antiinflamatoria, y diurética. Además, también se utiliza para el tratamiento de los dolores de garganta y amigdalitis. Las recientes investigaciones farmacológicas han puesto de manifiesto que contiene al menos cinco compuestos activos. Uno de ellos, ácido p-hydroxycinnamico, muestra actividad antibacteriana, mientras que otro, D-manitol, tiene un efecto antitusígeno. En China y la India, la planta también se utiliza como un vegetal y como cultivo para forraje.

## Taxonomía
Commelina communis fue descrita por Carlos Linneo y publicado en Species Plantarum 1: 40–41. 1753.
Etimología
Commelina: nombre genérico que Carlos Linneo  (1707-1778) nombró por Commelina communis en honor de tres  hermanos apellidados Commelin, que vivieron en Francia durante el siglo XVIII. Los tres fueron botánicos, pero solo dos llegaron a ser famosos por su trabajo. Los dos grandes pétalos brillantes azules se dice que representan a los dos hermanos famosos, mientras que el pequeño pétalo blanco simboliza a su científicamente insignificante hermano.
communis: epíteto latino que significa "común".
Sinonimia
- Disecocarpus polygamus   (Roth) Hassk.   [1866]
- Commelina vulgaris DC. in Redouté [1808]
- Commelina polygama Roth [1790]
- Commelina barbata Bojer[6]